# 모타로네산

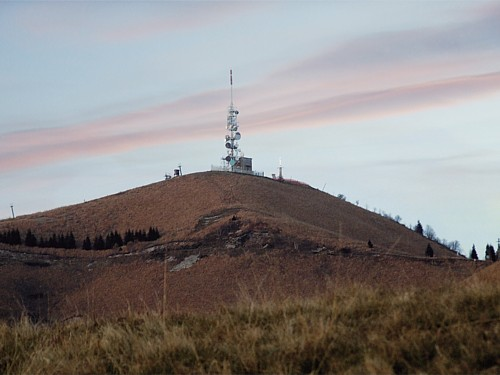
모타로네산

모타로네산(이탈리아어: Mottarone)은 이탈리아 북서부 피에몬테주 서알프스산맥에 있는 산으로 해발 1,492m이다. 정상은 오르타 호수와 마조레 호수 사이에 있는 스트레사의 공동 영토에 있다. 아고그나강의 수원지이다.
모타로네산의 정상은 스트레사의 프라치오네인 카르차노에서 스트레사알피노모타로네 케이블카를 타면 20분 거리에 있다. 이 케이블카는 1963년 스트레사의 랙과 피니언 철도를 대체하기 위해 지어졌다. 자동차로도 정상에 도달할 수 있으며, 두 개의 도로가 있다.
21km의 내리막 코스가 있는 스키장도 있다.